# Caudipteryx
Caudipteryx (có nghĩa là "lông đuôi") là một chi khủng long theropoda kích thước cỡ con công sống vào thời kỳ Aptia vào đầu kỷ Phấn Trắng (khoảng 124,6 triệu năm trước). Chúng có lông và tổng thể bề ngoài rất giống chim. Hai loài đã được mô tả; C. zoui, năm 1998 và C. zoui (loài điển hình), năm 1998, và C. dongi, năm 2000.
Hóa thạch Caudipteryx được phát hiện lần đầu tiên ở thành hệ Yixian của khu vực Sihetun của tỉnh Liêu Ninh, đông bắc Trung Quốc vào năm 1997.

## Mô tả

Kích thước so sánh của loài Caudipteryx với người.

Caudipteryx, giống như các maniraptora khác, là sự kết hợp các đặc điểm của bò sát và chim.
Caudipteryx có một hình hộp sọ ngắn với một mõm giống mỏ chim với một số nhỏ răng hình nón ở hàm trên. Nó có một cơ thể cứng cáp, chân dài và có thể là chạy nhanh.
Caudipteryx có một cái đuôi ngắn, với vài đốt sống, giống như ở các loài chim và oviraptorosauria khác.